# Slanke mierspringspin
De slanke mierspringspin (Synageles venator) is een spin uit de familie der springspinnen (Salticidae) die voorkomt in het westelijke Palearctisch gebied.
Beide geslachten worden 3 tot 4 mm groot. Het kopborststuk is donkerbruin met een witte streep achter de ogen. Het achterlijf is donkerbruin met drie strepen. De tweede streep kan onderbroken worden. De achterste streep is zeer licht gekleurd. De poten zijn helder glasachtig met donkere vlekken. De spin leeft vooral op riet, schuttingen en op het huis.